# منشأة حلفة
قرية منشاة حلفا هي إحدى القرى التابعة لمركز أطسا في محافظة الفيوم في جمهورية مصر العربية. حسب إحصاءات سنة 2006، بلغ إجمالي السكان في منشاة حلفه 3558 نسمة، منهم 1757 رجل و1801 امرأة.